# Onthophagus inermicollis
Onthophagus inermicollis là một loài bọ cánh cứng trong họ Bọ hung (Scarabaeidae).